# انداویاس
انداویاس (به اسپانیایی: Andavías) یک شهرستان در اسپانیا است که در استان سامرا واقع شده‌است.